# یواس‌اس ال‌اس‌تی-۹۸۵
یواس‌اس ال‌اس‌تی-۹۸۵ (به انگلیسی: USS LST-985) یک کشتی بود که طول آن ۳۲۸ فوت (۱۰۰ متر) بود. این کشتی در سال ۱۹۴۴ ساخته شد.